# Ni Amorim
Ni Amorim (Porto, 1962. március 1. –) portugál autóversenyző.

## Pályafutása
1998 és 2005 között öt alkalommal állt rajthoz a Le Mans-i 24 órás autóversenyen. Legelőkelőbb helyezését a 2000-es futamon érte el, amikor is összetett kilencedikként zárt, valamint a GTS kategória másodikjaként. Pályafutása alatt megfordult több nemzeti, valamint nemzetközi túraautó-bajnokságban.

## Eredményei

### Le Mans-i 24 órás autóverseny
| Év   | Csapat                       | Autó                 | Csapattárs      | Csapattárs           | Helyezés | Kiesés oka |
| ---- | ---------------------------- | -------------------- | --------------- | -------------------- | -------- | ---------- |
| 1998 | Chamberlain Engineering      | Chrysler Viper GTS R | Goncalo Gomes   | Manuel Mello-Breyner | 21.      |            |
| 1999 | Hugh Chamberlain Engineering | Chrysler Viper GTS R | Hans Hugenholtz | Toni Seiler          | 14.      |            |
| 2000 | Viper Team Oreca             | Chrysler Viper GTS R | David Donohue   | Anthony Beltoise     | 9.       |            |
| 2001 | Playstation Team Oreca       | Chrysler LMP 2001    | Ara Szeidzsi    | Masahiko Kondō       | Kiesett  | Motorhiba  |
| 2005 | Noel del Bello Racing        | Courage C65          | Romain Iannetta | Christphe Pillon     | Kiesett  | Defekt     |

## Külső hivatkozások
- Hivatalos honlapja